# Роси (Савона)
Роси је насеље у Италији у округу Савона, региону Лигурија.
Према процени из 2011. у насељу је живело 364 становника. Насеље се налази на надморској висини од 137 м.